# Jarosławicze (gmina)
Jarosławicze – dawna gmina wiejska w powiecie dubieńskim województwa wołyńskiego II Rzeczypospolitej. Siedzibą gminy były Jarosławicze.
1 kwietnia 1929 z gminy Jarosławicze wyłączono kolonię Wola Rykańska, włączając ją do gminy Połonka w powiecie łuckim.

## Podział administracyjny
W 1936 roku w skład gminy wchodziło 31 gromad:
- Borzemiec
- Czekno
- Chrobowicze
- Horodnica Mała
- Horodnica Wielka
- Jałowicze
- Jarosławicze
- Kalniatycze
- Kniahininek
- Leduchówka
- Lichaczówka
- Łagodówka
- Nadczyce
- Perekładowicze
- Podhajce
- Podlisce
- Podlisce
- Podłożce I
- Podłożce II
- Rykanie Małe
- Rykanie Wielkie
- Stawrów
- Świszczów
- Targowica
- Targowica
- Targowica
- Topóle
- Worsuń
- Wygoda
- Załawie
- Zawale